# La Chapelle-Fleurigné
La Chapelle-Fleurigné község Franciaország Bretagne régiójában, Ille-et-Vilaine megyében. Új községként 2024. január 1-jén jött létre két korábbi község: La Chapelle-Janson és Fleurigné egyesítésével. Lakosainak száma 2430 fő (2022. január 1.).

## Népesség
| Lakosok száma | 2410 | 2409 | 2430 |
|               | 2020 | 2021 | 2022 |